# Novozelandske guske
Novozelandske guske su izumrli rod ptica neletačica. Bile su endemi Novog Zelanda. Rod sadrži dvije vrste. Ptice ovog roda nikada nisu bile stabilne populacije. Izumiru malo prije dolaska europskih doseljenika. Velika prijetnja su im bili psi koji su im krali jaja i mladunce.

## Vanjske poveznice
- TerraNature list of New Zealand's extinct birds
- North Island Goose. Cnemiornis gracilis.  Arhivirana inačica izvorne stranice od 17. listopada 2012. (Wayback Machine)
- South Island Goose. Cnemiornis calcitrans.  Arhivirana inačica izvorne stranice od 17. listopada 2012. (Wayback Machine)

### Drugi projekti
|  | Zajednički poslužitelj ima još gradiva o temi Cnemiornis |
|  | Wikivrste imaju podatke o taksonu Cnemiornis             |